# Herbert Zimmermann (Reporter)
Herbert Antoine Arthur Zimmermann (* 29. November 1917 in Alsdorf; † 16. Dezember 1966 in Hamburg) war ein deutscher Radio-Reporter. Berühmt wurde seine Radioreportage des Endspieles der Fußballweltmeisterschaft am 4. Juli 1954 in Bern zwischen der Bundesrepublik Deutschland und Ungarn.

## Leben
Zimmermann machte 1937 in Freiburg im Breisgau das Abitur. Es folgten mehrere kurze Zeitungsvolontariate und die Ableistung des zweijährigen Wehrdienstes in einem Panzerregiment der Wehrmacht.
Während des Zweiten Weltkriegs nahm Zimmermann als Offizier und Panzerkommandant am Westfeldzug und am Deutsch-Sowjetischen Krieg teil. Seine Einsatzgebiete waren unter anderem die Kesselschlacht bei Białystok und Minsk, die Doppelschlacht bei Wjasma und Brjansk, die Eroberung der Krim und das Baltikum, wo er im April 1945 über die Ostsee aus dem Kurland-Kessel evakuiert wurde. Sein letzter Dienstgrad war Hauptmann. Ausgezeichnet wurde er unter anderem mit dem Eisernen Kreuz Zweiter und Erster Klasse (1941) und dem Verwundetenabzeichen in Silber (1942). Für „schlachtentscheidendes Verhalten“ im Februar 1945 wurde er einen Monat vor Kriegsende noch mit dem Ritterkreuz des Eisernen Kreuzes dekoriert.
Nach einer Ende 1942 erlittenen schweren Verwundung bewarb sich Zimmermann beim Rundfunk in Berlin und war dort zeitweilig Reporter.
Nach Kriegsende begann Zimmermann beim Nordwestdeutschen Rundfunk (NWDR) in Hamburg, wo er zunächst Wasserstände verlas und später Sportreporter wurde. Seine Reportagen von den Olympischen Spielen 1948 wurden bereits viel beachtet. 1950 folgte die Berichterstattung vom ersten Nachkriegs-Länderspiel der Fußballnationalmannschaft. Als Sportfunkchef des Nordwestdeutschen Rundfunks führte Zimmermann 1952 die Fußballkonferenzschaltung ein.
Berühmt wurde Zimmermann 1954 mit seiner legendären Reportage vom Endspiel der Fußball-Weltmeisterschaft 1954 in Bern. Sein leidenschaftlicher und hochemotionaler Kommentar hat großen Anteil an der Legende des Wunders von Bern.
Ein weiteres, äußerst populär gewordenes Zitat: „Turek, du bist ein Teufelskerl! Turek, du bist ein Fußballgott! Entschuldigen Sie die Begeisterung, die Fußballlaien werden uns für verrückt erklären …“ Gemeint war Toni Turek, der Torhüter der deutschen Mannschaft. Wegen des Begriffs „Fußballgott“ musste sich Zimmermann auf Drängen des einflussreichen Bankiers Pferdmenges (Freund des Intendanten und Berater Adenauers) später öffentlich entschuldigen. Es wurde sogar diskutiert, ob Zimmermann weiter als Sportreporter arbeiten dürfe.
Aufgrund der noch geringen Verbreitung von Fernsehgeräten wurde Zimmermanns Hörfunkreportage zur primären Informationsquelle der Deutschen, und sein Name bleibt deshalb unabänderlich in Verbindung mit dem Sieg der deutschen Mannschaft. Die Fernsehbilder konnten damals noch nicht aufgezeichnet werden, und auch die Tonspur des Fernsehkommentars von Dr. Bernhard Ernst ist verschollen. So unterlegte auf Initiative von Rudi Michel ein Team des Südwestfunks die Filmaufnahmen des offiziellen FIFA-Films mit dem Ton der Radioreportage, so dass auch spätere Fernsehgenerationen das damalige Endspiel immer mit Herbert Zimmermann in Verbindung bringen werden.
Teile des Kommentars Zimmermanns kurz vor dem Tor zum 3:2 wurden im Jahre 1987 für den Song „Okay!“ von der Gruppe O.K. gesampelt, der in die Charts auf Platz 2 einstieg. Zimmermanns legendärer vierfacher Tooor!-Schrei wird heutzutage mehr als je zuvor in vielen deutschen Fußballstadien nach einem Treffer der Heimmannschaft als Einleitung der Torjingle eingespielt.
Nach der Aufteilung des NWDR in NDR und WDR 1956 entschied sich Herbert Zimmermann trotz seiner rheinischen Prägung für den Verbleib in Hamburg beim NDR.
Herbert Zimmermann informierte auch bei den nächsten Fußball-Weltmeisterschaften die Radiohörer. Seine letzte Radioübertragung war das ebenso legendäre Endspiel der Fußball-Weltmeisterschaft 1966 in England, das Deutschland mit 2:4 gegen England verlor, und das durch das umstrittene Wembley-Tor entschieden wurde.
Am 16. Dezember 1966 starb Herbert Zimmermann im Universitätsklinikum Hamburg-Eppendorf an den Folgen eines Autounfalls, den er fünf Tage zuvor in Bassum erlitten hatte, als er auf dem Weg zum damaligen DFB-Präsidenten Hermann Gösmann nach Osnabrück war. Sein Grab befand sich in Witterschlick in der Gemeinde Alfter bei Bonn. Dort hatte sich seine Familie nach dem Zweiten Weltkrieg niedergelassen. Zimmermann selbst wohnte dort ab 1946 für zwei Jahrzehnte. Das Familiengrab, in welchem auch seine Eltern Alois und Meta Zimmermann (geb. Francken) beigesetzt waren, wurde im Juni 2024 auf Veranlassung seiner Erben geräumt.

## Sonstiges
- Herbert Zimmermann war ein Onkel des ehemaligen Bundestagsabgeordneten der Grünen Hans-Christian Ströbele.
- Zu Ehren Herbert Zimmermanns trug der Herbert-Award seinen Namen, für den alle zwei Jahre 15.000 Sportlerinnen und Sportler die journalistischen Leistungen bewerteten.
- Ebenfalls nach ihm benannt ist der Herbert-Zimmermann-Preis des Verbands Deutscher Sportjournalisten, der alljährlich vergeben wird.[5]
- Die Fantastischen Vier verwendeten einen Ausschnitt aus der Radioreportage von 1954 in ihrem Lied Das Spiel ist aus.
- Im Kinofilm Das Wunder von Bern (2003) wurde Herbert Zimmermann von Andreas Obering verkörpert.